# Año Internacional de las Cooperativas (2025)
El Año Internacional de las Cooperativas (2025) es una conmemoración anual prevista para 2025, que fue establecida por la Asamblea General de las Naciones Unidas el 19 de junio de 2024.

## Designación
El Año Internacional de las Cooperativas fue proclamado para 2025 por la Asamblea General de las Naciones Unidas mediante una resolución aprobada el 19 de junio de 2024. La iniciativa pretende subrayar el papel esencial de las cooperativas en el desarrollo económico y social sostenible, en el contexto de los Objetivos de Desarrollo Sostenible (ODS) de la Agenda 2030 y la Agenda de Acción de Addis Abeba sobre financiación para el desarrollo. La ONU quiere destacar que las cooperativas, en sus diversas formas, promueven la inclusión económica y social, impulsan el crecimiento económico local, apoyan la erradicación de la pobreza y el hambre y fomentan una participación amplia y significativa de sectores de la sociedad tradicionalmente excluidos, como mujeres, jóvenes, personas mayores, personas con discapacidad y pueblos indígenas, fortaleciendo así la cohesión y el desarrollo de las comunidades.

## Actividades y alcance
Durante el año, se prevé que los Estados miembros establezcan comités y mecanismos nacionales de coordinación para organizar y armonizar las actividades conmemorativas. El Departamento de Asuntos Económicos y Sociales de la ONU, en cooperación con asociaciones cooperativas internacionales y locales, ha decidido facilitar la promoción de las cooperativas y el reconocimiento de su contribución al desarrollo sostenible y la cohesión social. Se determinó que el financiamiento de las actividades relacionadas dependerá de contribuciones voluntarias, incluidas las del sector privado, para evitar comprometer los fondos obligatorios de las Naciones Unidas. Esta designación se alinea con resoluciones previas, incluida la proclamación de 2012 como primer Año Internacional de las Cooperativas, que también pretendía reafirmar el valor de estas organizaciones en el desarrollo global.